# Trichostomum esquirolii
Trichostomum esquirolii là một loài rêu trong họ Pottiaceae. Loài này được Thér. mô tả khoa học đầu tiên năm 1908.